# Литературный душеприказчик
Литературный душеприказчик назначается в соответствии с завещанием автора, чтобы вести дела, связанные с его литературным наследием, после его смерти.

## Примеры литературных душеприказчиков
- Макс Брод для Франца Кафки
- Сэр Эдвард Марш для Руперта Брука
- Роберт Болдуин Росс для Оскара Уайлда
- Отто Натан[англ.] для Альберта Эйнштейна
- Элизабет Фёрстер-Ницше для Фридриха Ницше
- Кенельм Дигби для Бена Джонсона
- Кристофер Толкин для Дж. Р. Р. Толкина
- Карл Гегель и Эммануэль Гегель для Георга Гегеля
- Анн Шеллберг для Иосифа Бродского
- Руфус Уилмот Гризвольд для Эдгара Аллан По
- Карл Ван Вехтен для Гертруды Стайн
- Роберт Барлоу[англ.] для Говарда Лавкрафта
- Джеймс Грауэрхольц[англ.] для Уильяма Берроуза